# 白樺湖ユースホステル
白樺湖ユースホステル（しらかばこユースホステル）は日本ユースホステル協会に加盟している長野県のユースホステル。

## 概要
1962年（昭和37年）7月に開設。昭和40年代には年間1万人以上が利用した。
しかしその後は利用者が減少、1978年に茅野市は運営を日本ユースホステル協会に委託した。委託後も利用者減少は続き、1995年に茅野市が策定した行政改革大綱で休止または廃止の方針が示されたが、施設を所有する市と運営する日本ユースホステル協会が赤字を補填することで存続が決まった。しかし2007年（平成19年）4月より長期休館中。2009年（平成21年）度茅野市一般会計補正予算にて解体工事費が計上され、建物は既に解体されている。

## 設備
- 自然環境に恵まれ、自然体験のためのプログラムを用意しているホステル
- 日中や閉館時の荷物預かりあり
- YH入会受付ビジターウエルカムスタンプ発行可
- ウォーキング協会会員特典あり
- 周辺にスキー場あり
- 周辺にテニス場やグラウンドあり
- 周辺にハイキングコースあり
- 周辺に温泉あり
- 談話室あり
- コインランドリーあり
- 駐輪場あり
- 駐車場あり
- 家族やグループで一室利用可

## 休館
- 当分の間、長期休業中（参照）。

## アクセス
- JR東日本中央本線『茅野駅』下車、諏訪バス『白樺湖線』『車山高原』または『上諏訪駅』行きに乗車50分『西白樺湖』バス停下車、徒歩3分。
- JR東日本北陸新幹線、JR東日本小海線『佐久平駅』下車、千曲バス『東白樺湖』行きに乗車『東白樺湖』バス停下車、徒歩10分。